# Estadio de la Cerámica
Het Estadio de la Cerámica, voorheen bekend als Estadio El Madrigal, is een voetbalstadion in Villarreal, Spanje. Vaste bespeler van het stadion is Villarreal CF, dat uitkomt in de Primera Division. Het stadion biedt plaats aan 23.008 toeschouwers.
Anoeta (Real Sociedad) ·
Balaídos (Celta de Vigo) ·
Benito Villamarín (Real Betis) ·
Olympisch Stadion Lluís Companys (FC Barcelona) ·
De la Cerámica (Villarreal CF) ·
Ciutat de València (Levante UD) ·
Coliseum Alfonso Pérez (Getafe CF) ·
El Sadar (CA Osasuna) ·
Martínez Valero (Elche CF) ·
Mendizorrotza (Deportivo Alavés) ·
Mestalla (Valencia CF) ·
Nuevo Los Cármenes (Granada CF) ·
Ramón de Carranza (Cádiz CF) ·
Ramón Sánchez Pizjuán (Sevilla FC) ·
RCDE Stadium (RCD Espanyol) ·
San Mamés (Athletic Bilbao) ·
Santiago Bernabéu (Real Madrid CF) ·
Vallecas (Rayo Vallecano) ·
Visit Mallorca Estadi (RCD Mallorca) ·
Estadio Wanda Metropolitano (Atlético Madrid)
Anduva (CD Mirandés) ·
Anxo Carro (CD Lugo) ·
Butarque (CD Leganés) ·
Can Misses (UD Ibiza) ·
Estadio Carlos Tartiere (Real Oviedo) ·
Cartagonova (FC Cartagena) ·
El Alcoraz (SD Huesca) ·
El Molinón (Sporting Gijón) ·
El Plantío (Burgos CF) ·
El Toralín (SD Ponferradina) ·
Fernando Torres (CF Fuenlabrada) ·
Gran Canaria (UD Las Palmas) ·
Heliodoro Rodríguez López (CD Tenerife) ·
Ipurua (SD Eibar) ·
José Luis Orbegozo (Real Sociedad B) ·
José Zorrilla (Real Valladolid) ·
Juegos Mediterráneos (UD Almería) ·
La Romareda (Real Zaragoza) ·
La Rosaleda (Málaga CF) ·
Montilivi (Girona FC) ·
Santo Domingo (AD Alcorcón) ·
Urritxe (SD Amorebieta)